# Michaił Koriecki
Michaił Makarowicz Koriecki (ros. Михаил Макарович Корецкий, ur. 1905 we wsi Atiusza w guberni czernihowskiej, zm. w maju 1984 w Symferopolu) – funkcjonariusz radzieckich służb specjalnych, pułkownik.

## Życiorys
Rosjanin, pracował jako rolnik, cieśla i handlowiec, od lipca 1922 mieszkał w Nikołajewsku nad Amurem, gdzie od lipca 1923 był referentem w biurze. Od października 1924 do czerwca 1925 słuchacz gubernialnej radzieckiej szkoły partyjnej we Władywostoku, od czerwca 1925 do listopada 1926 zarządzający sprawami Komitetu Okręgowego Komsomołu w Nikołajewsku nad Amurem, od listopada 1926 do października 1927 kierownik wydziału Komitetu Okręgowego WKP(b) w Nikołajewsku nad Amurem, od października 1927 do października 1929 żołnierz Armii Czerwonej w Irkucku. Od listopada 1929 pracownik okręgowego oddziału GPU w Nikołajewsku nad Amurem, od grudnia 1932 do czerwca 1934 szef oddziału Wydziału Operacyjnego Okręgowego Oddziału GPU w Nikołajewsku nad Amurem, od lipca 1934 do października 1935 szef oddziału Zarządu NKWD obwodu niżnieamurskiego, od października 1935 do kwietnia 1937 szef oddziału Zarządu Bezpieczeństwa Państwowego (UGB) Zarządu NKWD obwodu sachalińskiego, od 27 czerwca 1936 porucznik bezpieczeństwa państwowego. Od kwietnia do listopada 1937 kursant Centralnej Szkoły NKWD ZSRR, od listopada 1937 do listopada 1938 starszy pełnomocnik operacyjny GUGB NKWD ZSRR, od listopada 1938 do 3 maja 1940 zastępca szefa Oddziału 11 Wydziału 3 GUGB NKWD ZSRR, 4 grudnia 1939 awansowany na starszego porucznika bezpieczeństwa państwowego ZSRR. Od maja 1940 do 27 lutego 1941 szef Sekcji ODK Wydziału 3 GUGB NKWD ZSRR, od 26 lutego do 12 sierpnia 1941 szef Wydziału 7 Zarządu 2 NKGB ZSRR, 28 kwietnia 1941 mianowany kapitanem bezpieczeństwa państwowego, od 12 sierpnia do 2 grudnia 1941 szef Wydziału 7 Zarządu 2 NKWD ZSRR. Od 2 grudnia 1941 do 16 maja 1943 szef Wydziału 6 Zarządu 2 NKWD ZSRR, 11 lutego 1943 awansowany na podpułkownika, a 16 kwietnia 1943 pułkownika bezpieczeństwa państwowego, od 16 maja 1943 do 15 czerwca 1946 szef Wydziału 8 Zarządu 2 NKGB/MGB ZSRR, od 15 czerwca 1946 do 2 października 1951 szef Wydziału "2-I" 2 Głównego Zarządu MGB ZSRR. Od 9 listopada 1951 do 16 marca 1953 zastępca szefa Zarządu MGB obwodu tulskiego, od 21 maja 1953 szef Wydziału 7 Zarządu MWD obwodu rostowskiego, 8 grudnia 1953 zwolniony z powodu choroby, przeszedł na emeryturę, mieszkał w Tule, od 1961 w Teodozji, a od 1979 w Symferopolu.

## Odznaczenia
- Order Czerwonego Sztandaru (dwukrotnie - 16 września 1945 i 25 lipca 1949)
- Order Wojny Ojczyźnianej I klasy (24 lutego 1945)
- Order Czerwonej Gwiazdy (dwukrotnie - 20 września 1943 i 3 listopada 1944)
- Odznaka "Zasłużony Funkcjonariusz NKWD" (27 kwietnia 1940)

I 3 medale.